# Puchar Tatrzański
Puchar Tatrzański (słow. Tatranský pohár, ang. Tatra Cup) – coroczny towarzyski turniej w hokeju na lodzie odbywający się w słowackim mieście Poprad.

## Historia i formuła
Pierwsza edycja odbyła się w 1929 w Starym Smokowcu, co czyni go drugim najstarszym turniejem hokejowym na Słowacji i jednocześnie drugim najstarszym w Europie (najstarszy jest Puchar Spenglera). Gospodarzem wydarzenia jest klub HK Poprad i bezpośrednio jego obiekt, lodowisko Zimný štadión Poprad.
Turniej był rozgrywanych w różnych formułach: jednolicie krajowa dla zespołów czechosłowackich i następnie słowackich bądź o charakterze międzynarodowym – wówczas uczestniczą w nim kluby zagraniczne, a także reprezentacje, w tym kadra Polski.
W najnowszej historii turniej odbywa się w sierpniu i stanowi przygotowanie do nowego sezonu hokejowego.

## Edycje turnieju
| Sezon / rok | Charakter      | Zwycięzca                              |
| ----------- | -------------- | -------------------------------------- |
| 1929/1930   | międzynarodowy | Slavia Praga                           |
| 1930/1931   | międzynarodowy | LTC Praga                              |
| 1931/1932   | międzynarodowy | LTC Praga                              |
| 1932/1933   | międzynarodowy | SK Prostějov                           |
| 1932/1933   | krajowy        | Skiklub Bratysława                     |
| 1933/1934   | międzynarodowy | Slavia Praga                           |
| 1933/1934   | krajowy        | AC Nitra                               |
| 1934/1935   | międzynarodowy | EKE Wien                               |
| 1934/1935   | krajowy        | ŠK Vysoké Tatry                        |
| 1935/1936   | międzynarodowy | HC Tatry                               |
| 1936/1937   | krajowy        | HC Tatry                               |
| 1937/1938   | krajowy        | HC Tatry                               |
| 1938/1939   | międzynarodowy | HC Tatry                               |
| 1939/1940   | krajowy        | HC Tatry                               |
| 1940/1941   | międzynarodowy | ŠK Slávia Preszów                      |
| 1941/1942   | krajowy        | HC Tatry                               |
| 1942/1943   | krajowy        | HC Tatry                               |
| 1945/1946   | krajowy        | SK Prostějov                           |
| 1946/1947   | krajowy        | HC Tatry                               |
| 1949/1950   | krajowy        | LTC Praga                              |
| 1950/1951   | krajowy        | Sparta Praga Sokolovo                  |
| 1951/1952   | krajowy        | SK Prostějov                           |
| 1958/1959   | międzynarodowy | Sparta Praga Sokolovo                  |
| 1959/1960   | międzynarodowy | Sparta Praga Sokolovo                  |
| 1968/1969   | międzynarodowy | VŽKG Ostrawa                           |
| 1969/1970   | międzynarodowy | Reprezentacja Słowacji                 |
| 1974        | międzynarodowy | Slovan CHZJD Bratysława                |
| 1975        | krajowy        | Slovan CHZJD Bratysława                |
| 1976        | międzynarodowy | Reprezentacja Czechosłowacji           |
| 1977        | międzynarodowy | Reprezentacja Czechosłowacji           |
| 1978        | międzynarodowy | VSŽ Koszyce                            |
| 1979        | międzynarodowy | VSŽ Koszyce                            |
| 1980        | międzynarodowy | Sparta Praga                           |
| 1981        | międzynarodowy | Slezan STS Opava                       |
| 1982        | międzynarodowy | VSŽ Koszyce                            |
| 1983        | międzynarodowy | Dinamo Ryga                            |
| 1984        | międzynarodowy | Tesla Pardubice                        |
| 1985        | międzynarodowy | HC Dukla Trenčín                       |
| 1986        | międzynarodowy | VSŽ Koszyce                            |
| 1987        | międzynarodowy | VSŽ Koszyce                            |
| 1988        | międzynarodowy | VSŽ Koszyce                            |
| 1989        | międzynarodowy | Sokił Kijów                            |
| 1990        | międzynarodowy | Slovan Bratysłava                      |
| 1991        | międzynarodowy | Reprezentacja Czechosłowacji do lat 20 |
| 1992        | międzynarodowy | HC Koszyce                             |
| 1993        | międzynarodowy | HC Koszyce                             |
| 1994        | międzynarodowy | Reprezentacja Słowacji do lat 20       |
| 1995        | międzynarodowy | HC ŠKP PS Poprad                       |
| 1996        | międzynarodowy | HC Dukla Trenczyn                      |
| 1997        | międzynarodowy | Slovan Bratysłava                      |
| 1998        | międzynarodowy | Slovan Bratysłava                      |
| 1999        | międzynarodowy | Reprezentacja olimpijska Słowacji      |
| 2000        | międzynarodowy | HC ŠKP Poprad                          |
| 2001        | międzynarodowy | HC ŠKP Poprad                          |
| 2002        | międzynarodowy | HC Vítkovice                           |
| 2003        | międzynarodowy | Nieftiechimik Niżniekamsk              |
| 2004        | międzynarodowy | Reprezentacja Czechosłowacji do lat 23 |
| 2005        | międzynarodowy | HK Tatravagónka ŠKP Poprad             |
| 2006        | międzynarodowy | HC Vítkovice                           |
| 2007        | międzynarodowy | HC Vítkovice                           |
| 2008        | międzynarodowy | HC Koszyce                             |
| 2009        | międzynarodowy | HC Vítkovice                           |
| 2010        | międzynarodowy | HC Oceláři Trzyniec                    |
| 2011        | międzynarodowy | Kölner Haie                            |
| 2012        | krajowy        | HK Poprad                              |
| 2013        | międzynarodowy | EC Graz 99ers                          |
| 2014        | międzynarodowy | HK Poprad                              |
| 2015        | międzynarodowy | EC Graz 99ers                          |
| 2016        | międzynarodowy | Pelicans Lahti                         |
| 2017        | międzynarodowy | HC Koszyce                             |
| 2018        | międzynarodowy | HK Poprad                              |
| 2019        | międzynarodowy | DVTK Jegesmedvék                       |
| 2020        | krajowy        | HK Poprad                              |
| 2021        | międzynarodowy | HC Pustertal–Val Pusteria              |

## Bilans zwycięzców

### Drużyny w międzynarodowych edycjach
| Drużyna                   | Liczba | Wygrane edycje                                             |
| ------------------------- | ------ | ---------------------------------------------------------- |
| HC Koszyce                | 10     | 1978, 1979, 1982, 1986, 1987, 1988, 1992, 1993, 2008, 2017 |
| HK Poprad                 | 6      | 1995, 2000, 2001, 2005, 2014, 2018                         |
| HC Vítkovice              | 5      | 1968/1969, 2002, 2006, 2007, 2009                          |
| Słowacja                  | 4      | 1969/1970, 1994, 1999, 2004                                |
| Slovan Bratysława         | 4      | 1974, 1990, 1997, 1998                                     |
| Sparta Praga              | 3      | 1958/1959, 1959/1960, 1980                                 |
| Czechosłowacja            | 3      | 1976, 1977, 1991                                           |
| Slavia Praga              | 2      | 1929/1930, 1933/1934                                       |
| LTC Praga                 | 2      | 1930/1931, 1931/1932                                       |
| HC Tatry                  | 2      | 1935/1936, 1938/1939                                       |
| HC Dukla Trenczyn         | 2      | 1985, 1996                                                 |
| EC Graz 99ers             | 2      | 2013, 2015                                                 |
| SK Prostějov              | 1      | 1932/1933                                                  |
| EKE Wien                  | 1      | 1934/1935                                                  |
| HC 07 Prešov              | 1      | 1940/1941                                                  |
| HC Slezan Opava           | 1      | 1981                                                       |
| Dinamo Ryga               | 1      | 1983                                                       |
| HC Pardubice              | 1      | 1984                                                       |
| Sokił Kijów               | 1      | 1989                                                       |
| Nieftiechimik Niżniekamsk | 1      | 2003                                                       |
| HC Oceláři Trzyniec       | 1      | 2010                                                       |
| Kölner Haie               | 1      | 2011                                                       |
| Pelicans Lahti            | 1      | 2016                                                       |
| DVTK Jegesmedvék          | 1      | 2019                                                       |
| HC Pustertal–Val Pusteria | 1      | 2021                                                       |

### Drużyny w krajowych edycjach
| Drużyna            | Liczba | Wygrane edycje                                                              |
| ------------------ | ------ | --------------------------------------------------------------------------- |
| HC Tatry           | 7      | 1934/1935, 1936/1937, 1937/1938, 1939/1940, 1941/1942, 1942/1943, 1946/1947 |
| SK Prostějov       | 2      | 1945/46, 1951/1952                                                          |
| HK Poprad          | 2      | 2012, 2020                                                                  |
| Skiklub Bratisława | 1      | 1932/1933                                                                   |
| HK Nitra           | 1      | 1933/1934                                                                   |
| LTC Praga          | 1      | 1949/1950                                                                   |
| Sparta Praga       | 1      | 1950/1951                                                                   |
| Slovan Bratysława  | 1      | 1975                                                                        |

### Przedstawiciele państw (zwycięzcy turnieju)
| Państwo   | Liczba |
| --------- | ------ |
| Słowacja  | 25     |
| Czechy    | 16     |
| Austria   | 3      |
| Łotwa     | 1      |
| Ukraina   | 1      |
| Rosja     | 1      |
| Niemcy    | 1      |
| Finlandia | 1      |
| Węgry     | 1      |
| Włochy    | 1      |